# حسن باصرة
هو الأستاذ الدكتور حسن بن محمد حسين باصُرَّة، ولد في مدينة الطائف سنة (1377هـ \ 1958م)، عالم فلك من الرعيل الأول من الأكاديميّين السعوديين المتخصصين في علم الفلك، حاصل على درجة الدكتوراه في الفلك، من جلاسكو، بريطانيا،  قضى الدكتور حسن باصرة ثلاثة عقود من عمره في جامعة الملك عبد العزيز بجدة عاصر فيها مراحل تأسيس قسم العلوم الفلكية حيث أن الدراسات الفلكية كانت قد بدأت كشعبة ضمن قسم الفيزياء تَمنَح شهادة البكالوريوس في تخصص فلك منفرد أو فلك فرعي، ثم صدر قرار المجلس الأعلى للجامعات بالموافقة على إنشاء قسم العلوم الفلكية كقسم مستقل ويمنح درجة البكالوريوس في التخصص المزدوج (فلك فيزياء) وَ (فلك رياضيات) وكان هذا القسم الأول من نوعه في المملكة العربية السعودية ، وفي عام 1427هـ/2007م أصبح الدكتور حسن باصرّة رئيساً لقسم العلوم الفلكية، وفي فترة رئاسته تم تَخرُّج الدفعات الأولى من القسمين النسائي والرجالي من حملة درجة الماجستير في علوم الفلك. وفي فترة رئاسته أيضا تخرّج أول طالب من خارج المملكة في الدراسات العليا (درجة الماجستير) في قسم الفلك وكانت لطالب من سلطنة عُمان، وفي فترة رئاسته أيضاً تم تأسيس نادي قسم العلوم الفلكية. وهو أوّل من فتح أبواب القسم لطلاب المدارس الحكومية والأهلية في جدة ومكة المكرمة والطائف بمختلف المراحل لزيارة القبة الفلكية والمرصد الفلكي لتعريف الأجيال الناشئة بعلم الفلك وترغيبهم فيه وجذبهم إليه. وهو بذلك كان من المؤسّسين للحراك العلمي الفلكي المجتمعي في المملكة العربية السعودية.

## علاقته بالتراث الفلكي العربي والإسلامي
بالرغم من أن شهادة الدكتوراة التي حصل عليها الدكتور حسن باصرة من جلاسكو في بريطانيا هي في تخصص الفلك الفيزيائي وله في هذا الفرع من علم الفلك عدد من الأبحاث المُحكّمَة المنشورة، والكتب المؤلفة المطبوعة، وبالرغم من أنه لا يتم تدريس الفلك التراثي والفلك الشرعي بالجامعة، إلا أنه تميّز باهتمامه بالتراث الفلكي العربي والإسلامي وعلم المواقيت، وهذا كان واضحاً في مؤلفاته وشروحاته التي ضمّنها تحقيقاتِه لبعض المخطوطات الفلكية.
ولقد كان للشيخ العلامة محمد بن أحمد عمر الشاطري (ت 1422هـ)يد الفضل في توجيه عناية الدكتور حسن باصرة - رحمه الله - نحو الفلك التراثي والشرعي من خلال قراءته لمنظومته على يديه ، على إثر ذلك انطلق الدكتور حسن في الاهتمام بالفلك التراثي وخدمته من خلال تحقيق وطباعة المخطوطات الفلكية ثم توالت مقالاته عن الهلال والتقويم الهجري.

## دعمه للأنشطة الفلكية
خارج إطار التعليم الأكاديمي والتأليف والتدريس فإن الدكتور حسن باصرة كان من كبار الداعمين لجهود نشر الثقافة العلمية الفلكية في الوطن العربي وفي المجتمع المحلي، لم تكن قوائم لجان التنظيم واللجان العلمية في المؤتمرات الفلكية العربية تخلو من اسمه، كان رجلاً محباً ومخلصاً لعلم الفلك والمهتمين به وعطوفاً على تلاميذه، كان لا يتوانى في تقديم الدعم المعنوي والمادي حيث كان يتلمّس حاجات بعضهم وينفق عليهم.

## الوظائف
- معيد وطالب مبتعث في جامعة الملك عبد العزيز في الفترة من 1401هـ/ 1981م حتى سنة 1411هـ/ 1991م
- أستاذ مساعد خلال الفترة من 1411هـ/ 1991م حتى سنة 1418هـ/ 1998 م
- ثم أصبح أستاذ مشارك حتى سنة 1427هـ/2007م والتي فيها أصبح «أستاذ» ورئيساً لقسم العلوم الفلكية بالجامعة حتى وفاته في شهر محرم 1438هـ/ أكتوبر 2016م

## الندوات ومؤتمرات
- حضور المدرسة الفلكية الصيفية في بلازما المجموعة الشمسية، لندن 1987
- لقاء الاتحاد الفلكي البريطاني في قسم الفلك بجلاسجو، المملكة المتحدة 1989م
- لقاء فلكي في قسم الفـلك، جامعة الملك سعود، الريـاض، نوفمبر 1993م
- مؤتمر دراسات استقطابية شمسية متقدمة نظرياً وعملياً، سيكرومنتو الولايات المتحدة 2000م
- ورشة العمليات الفيزيائية المصاحبة للانشطة الشمسية، الصين، 2002م
- مؤتمر النشاط الشمسي وأجواء الفضاء، إيطاليا 2003م
- المؤتمر الأول للطقس الفضائي: الارصاد المباشرة وغير المباشرة للنشاط الشمسي طويل المدى. فنلندا 2004م
- مؤتمر المجال المغنطيسي الأرضي والنشاط الشمسي، فرنسا، 2000م
- مؤتمر تاثير النشاطات الشمسية على الأرض، العين الإمارات العربية، 2000م
- مؤتمر الاتحاد الفلكي 	IAU 233 مصر، 2006م
- الملتقى السعودي الفلكي - الرياض (الأول 2003م الثاني 2005م)
- حضور المؤتمر الفلكي العربي- عمان -الأردن (الثالث 1998، الرابع 2000، الخامس 2002، السابع 2005)
- ورشة الملتقى الخليجي الفلكي (الكويت 2000م الكويت 2002م الإمارات 2003م عمان 2004م)
- مؤتمر الإمارات الفلكي الأول / تطبيقات الحسابات الفلكية (مدينة أبوظبي ـ دولة الإمارات العربية المتحدة من 13 ـ 14/12/2006م
- المؤتمر العربي الثامن لعلوم الفضاء والفلك (مدينة حومة السوق ـ تونس من 20 ـ م22/3/2007
- مؤتمر البيئة الفضائية العالمية (مدينة الأسكندرية ـ جمهورية مصر العربية من 20 ـ 25/10/2007م. الشارقة
- المؤتمر الدولي الثاني في تاريخ العلوم عند العرب والمسلمين
- ومعظم مؤتمرات الاتحاد العربي لعلوم الفضاء والفلك والتي كان آخرها المؤتمر الحادي عشر في علوم الفضاء والفلك بالشارقة سنة 1434هـ / 2014م
- بالإضافة إلى العديد من المخيمات الفلكية العربية

## دورات في التطوير حصل عليها
حرص الدكتور حسن باصرة منذ بداياته على تنمية مهاراته وقدراته الفردية التي تساعده على خوض غمار حياة التعلّم والتعليم والمساهمة في توعية المجتمع، من هذه الدروات:
- ديناميكية التعليم
- طرق التقويم
- كيف تكتب مقالة علمية وتنشرها
- كيف نجعل تعليمنا مؤثرا
- تقنية التعليم، عبر مركز تطوير التعليم الجامعي
- كتابة التقنية العلمية
- الإحصاء وتطبيقاته العلمية
- تطوير وتقييم المناهج
- استخدام الحاسب الآلي في التعليم الجامعي
- تقويم فاعلية التدريس
- تحرير المجلات العلمية
- دورة الوقاية من الإشعاع
- دورة " النحو التطبيقي لعضو هيئة التدريس
- دورة تحكيم الاوراق البحثية
- مقاييس الجودة لأداء الاستاذ الجامعي
- دورة المنهجية العلمية في تخطيط البحوث
- دورة التعليم التفاعلي

## الأبحاث المنشورة
له العديد من الأبحاث التي قام بها بشكل منفرد أو بالمشاركة مع آخرين خاصة رفيقيه الدكتور عبد الرحمن ملاوي والدكتور ياسين المليكي، وتنوّعت أبحاثه في مختلف فروع علم الفلك، ومن أبرز المنشور منها في المجلات العلمية المُحكمة:
- القياسات الاستقطابية لظاهرة رينق في الغلاف الجوي خلال النهار. - بمشاركة د. كلارك [4]
- رصد لمعان القمر الذاتي باستخدام القياسات الطيفية والاستقطابية. - بمشاركة د. كلارك [5]
- التغيرات اليومية للاستقطاب الخطي في خط فرانهوفر للهيدروجين Hβ للغلاف الجوي الأرضي. [6]
- التغيرات اليومية للاستقطاب الخطي في خطي فرانهوفر للهيدروجين Hα & Hb للغلاف الجوي الأرضي [7]
- تغير اضطرابات نقط الحضيض مع اهليجية مدار الأقمار الصناعية تحت تاثير مقاومة الغلاف الجوي الأرضي. [8]
- القيمة العظمى للنشاط الشمسي للدورة 22، من المرصد الشمسي لجامعة الملك عبد العزيز. [9]
- رصد البقع الشمسية في المرصد الشمسي لجامعة الملك عبد العزيز. [10]
- قياسات كهروضوئية سريعة لاستتار النجوم بواسطة القمر باستخدام جهاز ستاربريت [11]
- تطور انفجار شمسي في المنطقة النشطة NOAA 6891، 30 أكتوبر 1990م. [12]
- المعمل الشمسي لجامعة الملك عبد العزيز. [13]
- قياسات ضوئية باستخدام مرشحات ذات نطاق عالي لأرتطامات G وL لمذنب شوميكر ليفي على كوكب المشتري. [14]
- تطور للبقع الشمسية المجاورة لانفجار شمسي في المنطقة النشطة NOAA 6891 [15]
- تاثير مقاومة الغلاف الجوي الارضي على الاقمار الصناعية [16]
- دراسة طيفية لارتطام مذنب شوميكر بكوكب المشتري [17]
- حركة الشمس من السرعات القطرية للنجوم [18]
- نماذج حرارية تحليلية للصفات الفيزيائية المتماثلة للعديد من الابعاد. [19]
- تعين المعاملات اللونية للحشود الكروية وعوامل الامتصاص التفاضلي [20]
- دراسة دوران الشمس التفاضلي باستخدام البقع الشمسية [21]
- تأريخ جديد لارتطام نيزك الوبر [23]
- النيازك والزخات الشهابية في التاريخ الهجري [24]
- المذنبات التي سُجلت في التاريخ العربي [25]
- ارتفاع درجات الحرارة في السعودية بسبب النشاط الشمسي خلال الاربع عقود الماضية [26]
- الشفق القطبي كدلالة على النشاط الشمسي خلال القرون الماضية [27]
- تذبذبات فيضان نهر النيل واحتمال ارتباطها بالتغيرات الشمسية طويلة المدى [28]
- تسجيلات الشفق القطبي خلال ثمانينات القرن التاسع عشر الميلادي [29]
- تسجيلات الشفق القطبي في التاريخ الإسلامي من القرن التاسع إلى القرن السادس عشر [30]
- الشفق على الجزيرة العربية [31]
- إضافة جديدة للزخات الشهابية من القرن التاسع إلى التاسع عشر الميلادي

## المؤلفات
- كتاب اجرام مضيئة في سماء الدولة الإسلامية- وقائع ومشاهدات فلكية للمذنبات والنيازك في كتب التاريخ الإسلامي. 1424هـ
- شرح «منظومة اليواقيت في فن المواقيت». للشاطري 1423هـ
- تحقيق مخطوط «نصب الشَّرَك لاقتناص ما تشتد إليه الحاجة من علم الفلك» للشيخ عثمان بن أبي بكر العمودي وألحقه برسائل فلكية مختصرة من القرن العاشر الهجري.
- تحقيق مخطوط فلكي للشيخ محمد بن غباش 1423هـ
- كتاب الاستدلال بالنجوم 1429
- كتاب «ترائي الهلال والتقويم الهجري» 1432هـ وهي مجموعة مقالات مهمة في الأهلة والتقويم الهجري
- كتاب نجوم السماء - فيزياء وأرصاد (مع د. علاء الدين فؤاد وَ د. فؤاد يوسف) 1433هـ
- كتاب سؤال وجواب في الفلك العام (أ.د. محمد عادل شرف وأ. أحمد السفري)

## النشاطات الاكاديمية
تنوّعت نشاطاته التعليمية بين التدريس والاشراف على الرسائل العلمية للدراسات العليا 
ومن أبرزالمواد التي كان يقوم بتدريسها:
- 101 فلك عام 1
- 102 فلك عام 2
- 204 تطبيقات فلكية بالحاسب الآلي
- 223 النجوم المزدوجة
- 231 الخصائص الاشعاعية للنجوم
- الاشراف على ابحاث بعض طلاب التخرج

## العضويّات
- عضو في الجمعية العالمية للهواة والمتخصصين في القياسات الكهروضوئية International Amateur-Professional Photoelectric Photometry (IAPPP
- عضو في الاتحاد الفلكي العالمي Intenational Astronomical Union IAU
- عضو مجلس الأمناء بالاتحاد العربي لعلوم الفضاء والفلك
- عضو اللجنة العلمية بالمشروع الإسلامي لرصد الأهلة
- عضو لجنة رصد الأهلة وتقويم أم القرى بمدينة الملك عبد العزيز للعلوم والتقنية
- عضو في الهيئة العالمية للإعجاز العلمي في القرآن والسنة
- بالإضافة إلى عدد من الجمعيات الفلكية العربية والمراكز والهيئات العلمية

## وفاته
توفي مساء يوم الجمعة 6 محرم 1438هـ الموافق 7 أكتوبر 2016م بعد صراع مع مرضٍ ألمّ به ولم يمهله طويلا حيث كان وقع خبر وفاته مفاجأً ومؤلماً على محبيه وطلابه وأصدقاءه، رثاه عدد من محبيه وتلاميذه، وانهالت التعازي على اسرته فور ذيوع الخبر وانتشاره عبر مواقع التواصل الاجتماعي من داخل المملكة وخارجها.

ترك الدكتور حسن وراءه حصيلة من الإرث العلمي الفلكي المكتوب وعدداً من التلاميذ داخل المملكة وخارجها ممن بذر فيهم حب العلوم الفلكية. مما يجعله ثابتاً في ذاكرة تاريخ علم الفلك العربي الحديث كثبات القطب في الأفق.